# 峰林大桥
峰林特大桥是一座高 364 米的悬索桥，位于中国贵州省黔西南布依族苗族自治州兴义市附近。它是世界上 25 座最高的桥梁之一。大桥位于兴义绕城高速公路上，横跨马别河峡谷，于2021年3月1日通车。

## 关连项目
- 世界最高桥梁列表 (桥面高度)